# Christof Koch

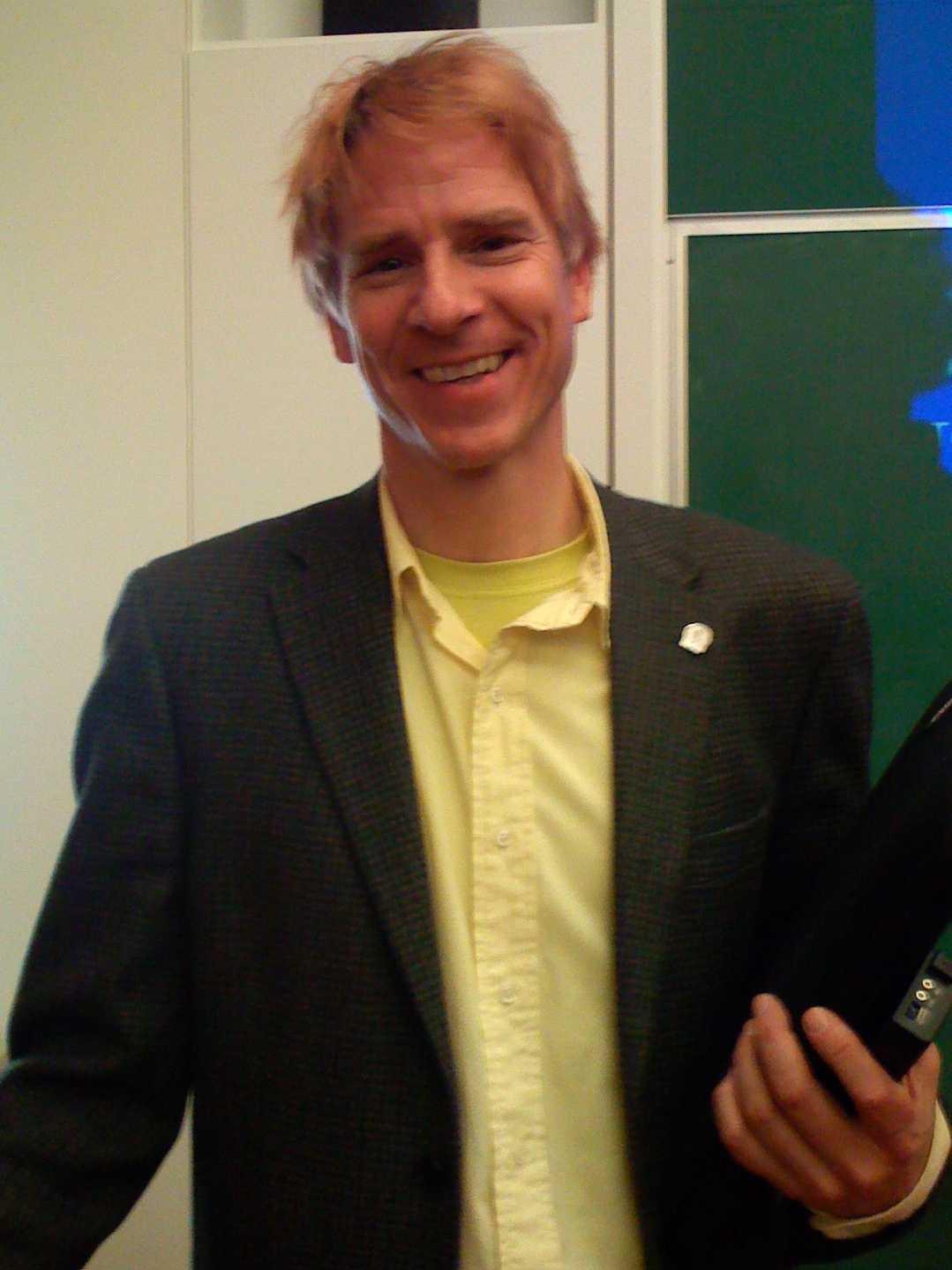
Christof Koch

Christof Koch (Kansas City, 13 november 1956) is een Amerikaanse neurowetenschapper en professor. Van 1986 tot 2013 was hij professor in de cognitieve en gedragsbiologie aan het California Institute of Technology.
Sinds het begin van de jaren 90 verspreidt Koch het idee dat bewustzijn een wetenschappelijk oplosbaar probleem is. Hij beargumenteert dat bewustzijn benaderd kan worden door gebruikmaking van de moderne middelen van de neurobiologie. Hij werkt hierbij samen met Francis Crick. Zij suggereren dat het bewustzijn ontstaat door een bepaalde vorm van samenwerking of coalitie tussen zenuwcellen in de hersenen.

## Publicaties
- 1999, Biophysics of Computation: Information Processing in Single Neurons, Oxford U. Press.
- 2004, The Quest for Consciousness: a Neurobiological Approach, Roberts and Co.
- 2019, The Feeling of Life Itself, The MIT Press